# Динарское нагорье
Дина́рское наго́рье (также Динарские горы или Динариды (серб. Динариди, хорв. Dinaridi, словен. Dinaridi, босн. Dinaridi, черног. Динариди, алб. Malësia E Dignarit или Динарские Альпы) — горная система на северо-западе Балканского полуострова.

## Географическое положение
Протягивается с северо-запада на юго-восток на 650 км по территории Словении, Хорватии, Боснии и Герцеговины, Сербии, Черногории и Албании от Юлийских Альп до реки Дрин. На севере Динарское нагорье постепенно спускается к Среднедунайской низменности, а на юго-западе, напротив, круто обрывается к Адриатическому морю. На востоке нагорье ограничено долиной реки Ибар.

## Состав
Динарское нагорье представляет собой чередование плоскогорий (Карст), котловин (Косово, Метохия, Сараевская…), хребтов (Динара — по которому и названо всё нагорье, Дурмитор, Проклетие…) и речных долин, местами широких, а местами каньонообразных (глубина каньона реки Тары 1300 м). Высшая точка нагорья — гора Езерца (2694 м, Албания). Широко распространены карст (плато Карст в Словении), полья (Ливаньско-Поле в Боснии и Герцеговине), карры, пещеры (Постойнска-Яма в Словении), исчезающие реки.

## Геология
Положение Динарского нагорья в Альпийско-Гималайском складчатом поясе определяет высокую сейсмичность территории. Из полезных ископаемых добываются бокситы, бурый уголь, асбест, барит, железные, марганцевые, никелевые, сурьмяные, ртутные руды.

## Климат
Климат Динарского нагорья меняется от субтропического средиземноморского на Адриатическом побережье до умеренно континентального на северо-востоке. Лето тёплое, в западной части сухое, в восточной — влажное. Зима на побережье мягкая (+2…+8ºС), дождливая, в горах холодная (до −18ºС), снежная. Годовое количество осадков варьирует от 500 мм в межгорных котловинах до 4000 мм в Бока-Которской бухте.

## Гидрография
Реки, берущие начало в Динарском нагорье, принадлежат бассейнам Адриатического моря (Крка, Цетина, Неретва, Морача…) и Дуная (Сава, Врбас, Босна, Дрина, Морава…). Крупнейшее озеро Динарского нагорья и всего Балканского полуострова — Скадарское. Среди множества небольших карстовых озёр наиболее живописные Плитвицкие.

## Растительный и животный мир
Динарское нагорье является одним из немногих районов Европы, где сохранились естественные леса: широколиственные — в низкогорьях (до 1200—1500 м.) и елово-пихтовые — в среднегорьях. Субальпийский пояс представлен зарослями горной сосны. Вторичные растительные сообщества (фригана, маквис) преобладают лишь в приморских предгорьях.
Животный мир Динарского нагорья сочетает в себе средиземноморские и евро-сибирские виды: косуля, серна, волк, рысь, бурый медведь, сапсан, белоголовый сип. Фауна карстовых пещер обладает большим разнообразием летучих мышей, пещерных рыб и ракообразных.
Для сохранения животного и растительного мира Динарского нагорья создано много национальных парков и других охраняемых территорий: Плитвицкие озёра, Рисняк, Пакленица, Крка в Хорватии, Ловчен, Дурмитор в Черногории, Уна, Козара, Сутьеска в Боснии и Герцеговине, Шкоцьянские пещеры в Словении…

## Хозяйственная деятельность
Сельское хозяйство представлено животноводством (главным образом овцеводством) в западной части нагорья и растениеводством (зерновые, технические культуры) — в восточной. На плодородных речных долинах (особенно в дельте Неретвы) выращивают плодово-ягодные и овощные культуры. Прибрежные склоны с давних пор используются человеком под оливковые рощи.

## Галерея
- Динарское нагорье
- Динарское нагорье (Черногория)
- Дельта реки Неретвы (Хорватия)
- Дельта реки Неретвы (Хорватия)
- Оливковая роща

## В интернет культуре
Именно в районе Динарского нагорья(возле Книна и Плавно) было записанно известное видео под названием(которое ему дали в интернете) "Serbia Strong" в 1993 или 1995 году в РСК.